# Birabena
Birabena is een geslacht van wantsen uit de familie van de Tingidae (Netwantsen). Het geslacht werd voor het eerst wetenschappelijk beschreven door Drake & Hurd in 1945.

## Soorten
Het genus bevat de volgende soorten:

- Birabena angusta (Drake & Hambleton, 1940)
- Birabena birabeni Drake & Hurd, 1945
- Birabena carvalhoi Monte, 1947
- Birabena elongata (Drake, 1922)